# Talnetant
Talnetant (SB-223,412) je antagonist neurokininskog 3 receptora koji je razvio GlaksoSmitKlajn. Talnetant se ispituje za nekoliko različitih funkcija, primarna od kojih je upalna bolest creva. Druge indikacija je potencijalna antipsihotička primena u lečenju šizofrenije.

## Spoljašnje veze
|  | Molimo Vas, obratite pažnju na važno upozorenje u vezi sa temama iz oblasti medicine (zdravlja). |